# عبدالملک بن قطن الفهری
عبدالملک بن قطن الفهری (انگلیسی: Abd al-Malik ibn Katan al-Fihri) پانزدهمین (۷۳۲-۷۳۴) و هفدهمین (۷۴۰-۷۴۲) والی اموی اندلس بوده است.
وی پس از کشته شدن عبدالرحمن الغافقی در سال ۷۳۲ میلادی به عنوان والی اندلس انتخاب شد و به مدت دو سال به حکومت پرداخت اما توسط عقبه بن الحجاج السلولی از والیگری خلع شد و پس از مرگ وی در سال ۷۴۰ میلادی به حکومت بازگشت، دوران حکومت وی همزمان با شورش بربرها در شمال آفریقا و گسترش آن به منطقه ایبری بوده، وی به مقابله با بربرها پرداخت اما در سال ۷۴۲ نزدیکی کوردوبا توسط بلج بن بشر القشیری کشته شد و جسدش به همراه یک سگ و خوک به صلیب کشیده شد.